# Lamponata daviesae
Lamponata daviesae är en spindelart som beskrevs av Norman I. Platnick 2000. Lamponata daviesae ingår i släktet Lamponata och familjen Lamponidae. Inga underarter finns listade i Catalogue of Life.